# Le Serpent et la Lime
Le Serpent et la Lime est la seizième fable du livre V de Jean de La Fontaine situé dans le premier recueil des Fables de La Fontaine, édité pour la première fois en 1668.

## Texte de la fable
On conte qu'un serpent, voisin d'un horloger

(C'était pour l'horloger un mauvais voisinage),

Entra dans sa boutique, et, cherchant à manger,

       N'y rencontra pour tout potage

Qu'une lime d'acier qu'il se mit à ronger.

Cette lime lui dit, sans se mettre en colère:

Pauvre ignorant! et que prétends-tu faire?

       Tu te prends à plus dur que toi,

       Petit serpent à tête folle:

       Plutôt que d'emporter de moi

       Seulement le quart d'une obole,

       Tu te romprais toutes les dents.

       Je ne crains que celles du temps.

Ceci s'adresse à vous, esprits du dernier ordre,

Qui, n'étant bons à rien, cherchez sur tout à mordre

       Vous vous tourmentez vainement.

Croyez-vous que vos dents impriment leurs outrages

       Sur tant de beaux ouvrages?

Ils sont pour vous d'airain, d'acier, de diamant.

              
— Jean de La Fontaine, Fables de La Fontaine, Le Serpent et la Lime